# Biserica Sfânta Treime din Chișinău
Biserica Sfânta Treime este un lăcaș de cult și monument de arhitectură de însemnătate națională, introdus în Registrul monumentelor de istorie și cultură din municipiul Chișinău. Biserica și cimitirul sunt un monument arhitectural, istoric și de artă de importanță națională.
Biserica „Sfântă Treime” a fost fondată și sfințită în anii 1852-1862 de arhiepiscopul Antonie Șocotov, pe locul fostului cimitir al satului Muncești (în prezent, în sectorul Botanica). Este o biserică construită după unul din proiectele-model, răspândite pe teritoriul Basarabiei începând cu 1825 și care se utilizau în cazuri ordinare. Arhitectura bisericii este eclectică, în baza stilului clasicist cu elemente din arhitectura rusă. Planul se compune din două compartimente: absida altarului poligonală în plan și nava, pătrată în plan, dominată de o un acoperiș piramidal, încununată cu o turlă falsă cu un bulb de ceapă. La biserică a fost alipită clopotnița cu două niveluri, cu camera clopotelor prismatică, cu goluri ample în arc.
Pe teritoriul cimitirului se găsesc pietre care datează din secolele XVIII-XX. În perioada sovietică a fost unul din lăcașurile de cult din Chișinău care n-au fost închise.

## Statut de protecție
Până în mai 2025, în Registrul monumentelor Republicii Moldova ocrotite de stat figura doar vechiul cimitir de lângă biserică. Prin Hotărârea nr. 101 din 22 mai 2025 privind modificarea Registrului monumentelor Republicii Moldova ocrotite de stat, aprobat prin Hotărârea Parlamentului nr. 1531/1993, intrată în vigoare la 28 mai 2025, în Registru a fost introdusă și biserica. Astfel, în prezent biserica și cimitirul constituie împreună un monument arhitectural, istoric și de artă de importanță națională inclus în Registrul monumentelor Republicii Moldova ocrotite de stat cu nr. 186 (municipiul Chișinău), cele două poziții fiind descrise după cum urmează:
- Biserica „Sfânta Treime”
- Cimitir cu complex de monumente

Conform aceluiași document, biserica datează din 1852-1869, iar cimitirul din sec. XVIII-XX.